# 2611-es mellékút (Magyarország)
A 2611-es számú mellékút egy bő 10 kilométeres, négy számjegyű mellékút (országos közút) Borsod-Abaúj-Zemplén vármegye északi részén.

## Nyomvonala
A 2609-es útból ágazik ki, annak az 5+300-as kilométerszelvénye közelében, Rudabánya belterületén, egy körforgalmú csomópontból. Kelet-északkelet felé indul, települési neve Kossuth Lajos utca. 3 kilométer megtétele után lép át Szuhogyra, ahol végig a József Attila utca nevet viseli. Az 5+150-es kilométerszelvénye közelében torkollik bele a 2607-es út észak felől, 18,5 kilométer megtétele után.
7 kilométer után ér Szendrő területére; ott a 9+350-es kilométerszelvénye közelében keresztezi a Miskolc–Tornanádaska-vasútvonalat, Szendrő vasútállomástól délre, és majdnem ugyanott kiágazik belőle észak felé a 26 313-as út, ami az állomásra vezet. Utolsó szakaszán a Vasút utca nevet viseli, ezen a néven keresztezi a Bódva folyását is, majd a 27-es főútba torkollva ér véget, annak 24+900-as kilométerszelvénye közelében.
Teljes hossza az országos közutak térképes nyilvántartását szolgáló kira.gov.hu adatbázisa szerint mindössze 10,220 kilométer.